# Brock Davidiuk
Brock Davidiuk est un joueur canadien de volley-ball né le 24 avril 1983 à Edmonton (Alberta). Il mesure 1,94 m et joue passeur. Il totalise 28 sélections en équipe du Canada.

## Clubs
| Club                    | Pays      | De        | À         |
| ----------------------- | --------- | --------- | --------- |
| Chaumont Volley-Ball 52 | France    | 2007-2008 | 2008-2008 |
| Tours Volley-Ball       | France    | 2008-2009 | 2008-2009 |
| VC Franken              | Allemagne | 2009-2010 | 2009-2010 |
| CAC Alès                | France    | 2010-2011 | …         |

## Palmarès
- Coupe de France (1)
  - Vainqueur : 2009